# Рогалево (Вашкинский район)
Рогалево — деревня в Вашкинском районе Вологодской области.
Входит в состав Киснемского сельского поселения, с точки зрения административно-территориального деления — в Киснемский сельсовет.
Расстояние по автодороге до районного центра Липина Бора — 26,5 км, до центра муниципального образования села Троицкое — 2,5 км. Ближайшие населённые пункты — Аксентьево, Дудрово, Ляпино, Москвино, Сидорово, Тарасьево.
По переписи 2002 года население — 11 человек.